# Steven Nyman
Pour les articles homonymes, voir Nyman.
Steven Nyman, né le 12 février 1982 à Provo dans l'État de l'Utah, est un skieur alpin américain. Commençant en tant que spécialiste de slalom, il se tourne vers la vitesse pour la majorité de sa carrière. Il a gagné trois descentes dans la Coupe du monde, toutes à Val Gardena en 2006, 2012 et 2014.

## Biographie
Membre du club de Park City, il fait ses débuts dans des courses FIS en 1999.
Il connaît ses premiers succès aux Championnats du monde junior en 2002, à Sella Nevea, remportant le titre en slalom et la médaille d'argent en combiné. Quelques semaines après, il fait ses débuts en Coupe du monde à Flachau pour le slalom, qu'il achève au quinzième rang, lui apportant ses premiers points. 
Steven Nyman participe à la Coupe du monde de manière régulière à partir de la saison 2005-2006, marquant des points cette fois en descente (quatrième à Garmisch-Partenkirchen), super G et combiné (sixième à Kitzbühel). Il est sélectionné pour les Jeux olympiques de Turin, terminant notamment 19e de la descente, son meilleur résultat aux eux. En décembre 2006, il monte sur son premier podium à Beaver Creek en terminant troisième de la descente. Deux semaines plus tard, il gagne la descente de Val Gardena, deux centièmes devant Didier Cuche. En novembre 2007, il retourne sur le podium à Beaver Creek (3e). Il subit une baisse de résultats lors des trois saisons suivantes.
En 2010, alors hors du top trente en descente dans la Coupe du monde, il est tout de même sélectionné pour les Jeux olympiques de Vancouver, où il est vingtième dans cette discipline, pour sa seule course au programme. En novembre 2011, il se déchire le tendon d'achille et ne peut courir de nouveau cet hiver. Il change ses méthodes d'entraînement, utilisant la science plutôt que l'intuition.
En décembre 2012, ayant entièrement récupéré de ses blessures, il crée l'exploit de gagner sur son une de ses premières courses cette saison, l'emportant pour la deuxième fois sur la descente de Val Gardena. Cela faisait cinq ans qu'il n'était pas monté sur un podium en Coupe du monde. Partant avec le dossard 39, il y devance Rok Perko et Erik Guay, profitant de meilleures conditions de visibilité que les premiers skieurs arrivés.
En 2014, se concentrant sur les Jeux olympiques de Sotchi, il ne parvient pas à accrocher de top dix et échoue au 27e à la descente.
En décembre 2014, alors récemement troisième de la descente de Beaver Creek, Nyman maîtrise parfaitement de nouveau la Saslong, où il ne commet aucun faute pour battre le meilleur descendeur du moment Kjetil Jansrud de 3 dixièmes de seconde au terme d'une course plus rapide que d'habitude, pour remporter sa troisième manche de Coupe du monde. Ensuite, il est proche de remporte la première médaille de sa carrière aux Championnats du monde, à Beaver Creek, terminant quatrième de la descente, à seulement trois centièmes de la troisième place, occupée par Beat Feuz.
Lors de la saison 2015-2016 de Coupe du monde, Nyman affiche le même classement en descente que l'hiver dernier : sixième, mais le meilleur classement général avec une vingtième place. Il y accumule quatre podiums, son record, terminant troisième à Jeongseon et Kvitfjell, ainsi que deuxième à Chamonix et Saint-Moritz.
En décembre 2016, l'Américain atteint pour la onzième et ultime fois le podium en Coupe du monde avec une troisième place sur sa piste fétiche de Val Gardena en descente. Il est moins forme ensuite et manque les Championnats du monde à Saint-Moritz.
En janvier 2018, il chute à l'entraînement à Garmisch-Partenkirchen et se fait une rupture du ligament croisé antérieur, qui le prive de participation aux Jeux olympiques de Pyeongchang. De retour dès le début de la saison 2018-2019, il se classe de nouveau dans le top dix, dont une fois sur les Championnats du monde à Åre, avec une huitième place en super G.
À l'été 2020, il se blesse au tendon d'achille en pratiquant le ski hors piste dans l'Oregon. Il reste éloigné des compétitions lors de la saison 2020-2021, mais souhaite faire son retour pour les Jeux olympiques de 2022.

## Palmarès

### Jeux olympiques d'hiver
| Épreuve / Édition       | Turin 2006 | Vancouver 2010 | Sotchi 2014 |
| Descente                | 19e        | 20e            | 27e         |
| Super G                 | 43e        | —              | —           |
| Combiné / super combiné | 29e        | —              | —           |

### Championnats du monde
| Épreuve / Édition | Åre 2007 | Garmisch-Partenkirchen 2011 | Schladming 2013 | Vail - Beaver Creek 2015 | Åre 2019 |
| Descente          | 21e      | 13e                         | 25e             | 4e                       | 23e      |
| Super G           | 12e      | —                           | —               | —                        | 8e       |
| Super combiné     | 9e       | —                           | —               | —                        |          |

### Coupe du monde
- Meilleur classement général : 20e en 2016.
- 11 podiums (tous en descente), dont 3 victoires.

#### Détail des victoires
Steven Nyman compte trois victoires en descente en Coupe du monde, toutes à Val Gardena.
| Épreuve / Édition | Descente    | Total |
| 2007              | Val Gardena | 1     |
| 2013              | Val Gardena | 1     |
| 2015              | Val Gardena | 1     |
| Total             | 3           | 3     |

#### Classements en Coupe du monde
| Saison | Général | Slalom | Slalom géant | Super G | Descente | Combiné |
| ------ | ------- | ------ | ------------ | ------- | -------- | ------- |
| 2002   | 119e    | 50e    | —            | —       | —        | —       |
| 2003   |         |        |              |         |          |         |
| 2004   |         |        |              |         |          |         |
| 2005   |         |        |              |         |          |         |
| 2006   | 46e     | —      | —            | 33e     | 24e      | 13e     |
| 2007   | 26e     | —      | —            | 25e     | 10e      | 21e     |
| 2008   | 49e     | —      | —            | 32e     | 19e      | —       |
| 2009   | 78e     | —      | —            | 46e     | 27e      | —       |
| 2010   | 89e     | —      | —            | —       | 32e      | —       |
| 2011   | 90e     | —      | —            | 52e     | 32e      | —       |
| 2012   |         |        |              |         |          |         |
| 2013   | 59e     | —      | —            | 43e     | 35e      | —       |
| 2014   | 83e     | —      | —            | 45e     | 20e      | —       |
| 2015   | 26e     | —      | —            | 40e     | 6e       | —       |
| 2016   | 20e     | —      | —            | 28e     | 6e       | —       |
| 2017   | 61e     | —      | —            | 45e     | 22e      | —       |
| 2018   | 119e    | —      | —            | —       | 41e      | —       |
| 2019   | 46e     | —      | —            | 27e     | 16e      | —       |
| 2020   | 55e     | —      | —            | 26e     | 20e      | —       |

### Championnats du monde junior
- Sella Nevea 2002 :
  -  Médaille d'or en slalom.
  -  Médaille d'argent en combiné.

### Coupe nord-américaine
- Vainqueur du classement de descente en 2010.
- 5 victoires.

### Coupe d'Europe
- 2 victoires.

### Championnats des États-Unis
- Champion de descente en 2003.